# Kelly Kisio
Kelvin Wade „Kelly“ Kisio (* 18. September 1959 in Wetaskiwin, Alberta) ist ein ehemaliger kanadischer Eishockeyspieler, -trainer und -funktionär sowie derzeitiger -scout, der im Verlauf seiner aktiven Karriere zwischen 1976 und 1995 unter anderem 800 Spiele für die Detroit Red Wings, New York Rangers, San Jose Sharks und Calgary Flames in der National Hockey League auf der Position des Centers bestritten hat. Anschließend verfolgte Kisio, der zwischen 1987 und 1991 der 21. Mannschaftskapitän der Franchise-Geschichte der New York Rangers war, eine  Karriere als Trainer und Funktionär. Seit 2016 ist er als Scout bei den Vegas Golden Knights aus der NHL angestellt.

## Karriere
Kisio spielte zu Beginn seiner Karriere im Jahr 1976 in der Alberta Junior Hockey League und in der Western Hockey League. Ungedraftet wechselte er zur Saison 1980/81 zu den Kalamazoo Wings in die International Hockey League und im Laufe des Jahres zu den Adirondack Red Wings, einem Farmteam der Detroit Red Wings, in die American Hockey League. Nach einer Saison in der Central Hockey League bei den Dallas Black Hawks versuchte der Kanadier zum Beginn der Saison 1982/83 sein Glück in Europa beim HC Davos in der Schweizer Nationalliga A. Dort machte der Center mit seinen Leistungen auf sich aufmerksam und Anfang März 1983 unterzeichnete er schließlich einen Vertrag bei den Detroit Red Wings. Kisio blieb bis zum Sommer 1986 in Detroit, ehe er in einem großen Tauschgeschäft zu den New York Rangers abgegeben wurde. Im Big Apple hatte er in der Saison 1987/88 seine beste Karriere mit 78 Punkten. 
Im Sommer 1991 wurde der Kanadier dann im NHL Expansion Draft von den Minnesota North Stars ausgewählt, die ihn wenige Tage später zum neu gegründeten Franchise der San Jose Sharks transferierten. Nach einer durchwachsenen ersten Saison für das Team und ihn selbst, egalisierte der vielseitige Stürmer in der Saison 1992/93 seinen persönlichen Punkterekord und erhielt eine Einladung zum NHL All-Star Game. Das wiederum schlechte Abschneiden des Teams konnte er jedoch nicht verhindern. Im August 1993 verließ Kisio dann die Sharks und ging zu den Calgary Flames. Nach einer hartnäckigen Schulterverletzung, die ihn in der ohnehin verkürzten Saison lange außer Gefecht gesetzt hatte, beendete er seine Karriere.
Nach seinem Karriereende arbeitete er zunächst als Scout für die Flames. 1998 übernahm er den Posten des General Manager bei den Calgary Hitmen aus der WHL, die der Organisation der Calgary Flames angehören. Von 2004 bis 2008 war Kisio zudem der Cheftrainer des Teams, konzentrierte dann aber wieder ausschließlich auf seine Aufgaben als General Manager bei den Calgary Hitmen. Seit 2016 ist er wieder als Scout in der NHL für die Vegas Golden Knights tätig.

## Erfolge und Auszeichnungen
| - 1979 Stewart „Butch“ Paul Memorial Trophy - 1993 Teilnahme am NHL All-Star Game - 2004 Lloyd Saunders Memorial Trophy | - 2009 Lloyd Saunders Memorial Trophy - 2010 Ed-Chynoweth-Cup-Gewinn mit den Calgary Hitmen (als General Manager) |

## Karrierestatistik
(Legende zur Spielerstatistik: Sp oder GP = absolvierte Spiele; T oder G = erzielte Tore; V oder A = erzielte Assists; Pkt oder Pts = erzielte Scorerpunkte; SM oder PIM = erhaltene Strafminuten; +/− = Plus/Minus-Bilanz; PP = erzielte Überzahltore; SH = erzielte Unterzahltore; GW = erzielte Siegtore; 1 Play-downs/Relegation; Kursiv: Statistik nicht vollständig)